# Kriegsgräberfriedhof Hof

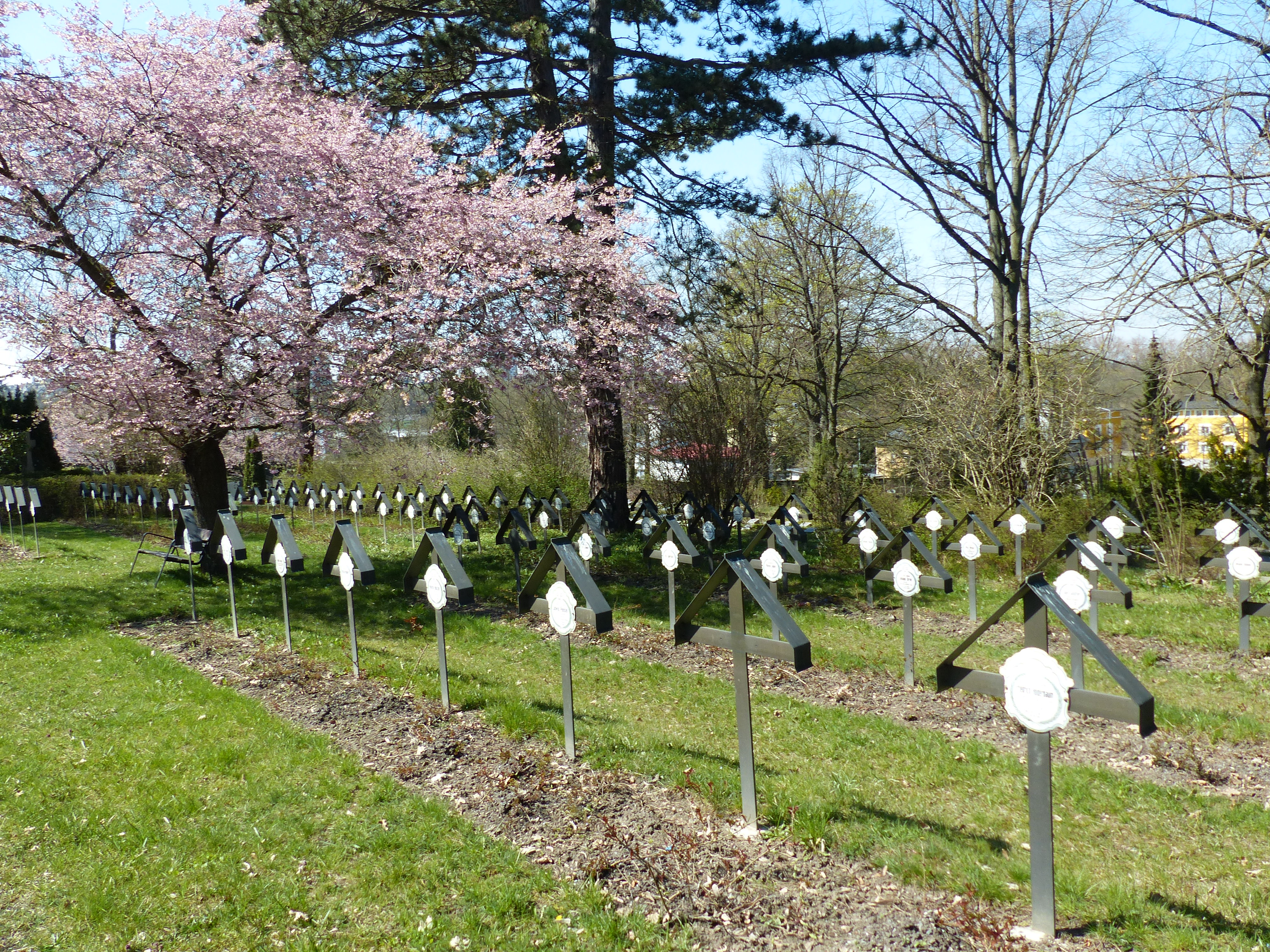
Grabfeld mit Gefallenen des Ersten Weltkriegs

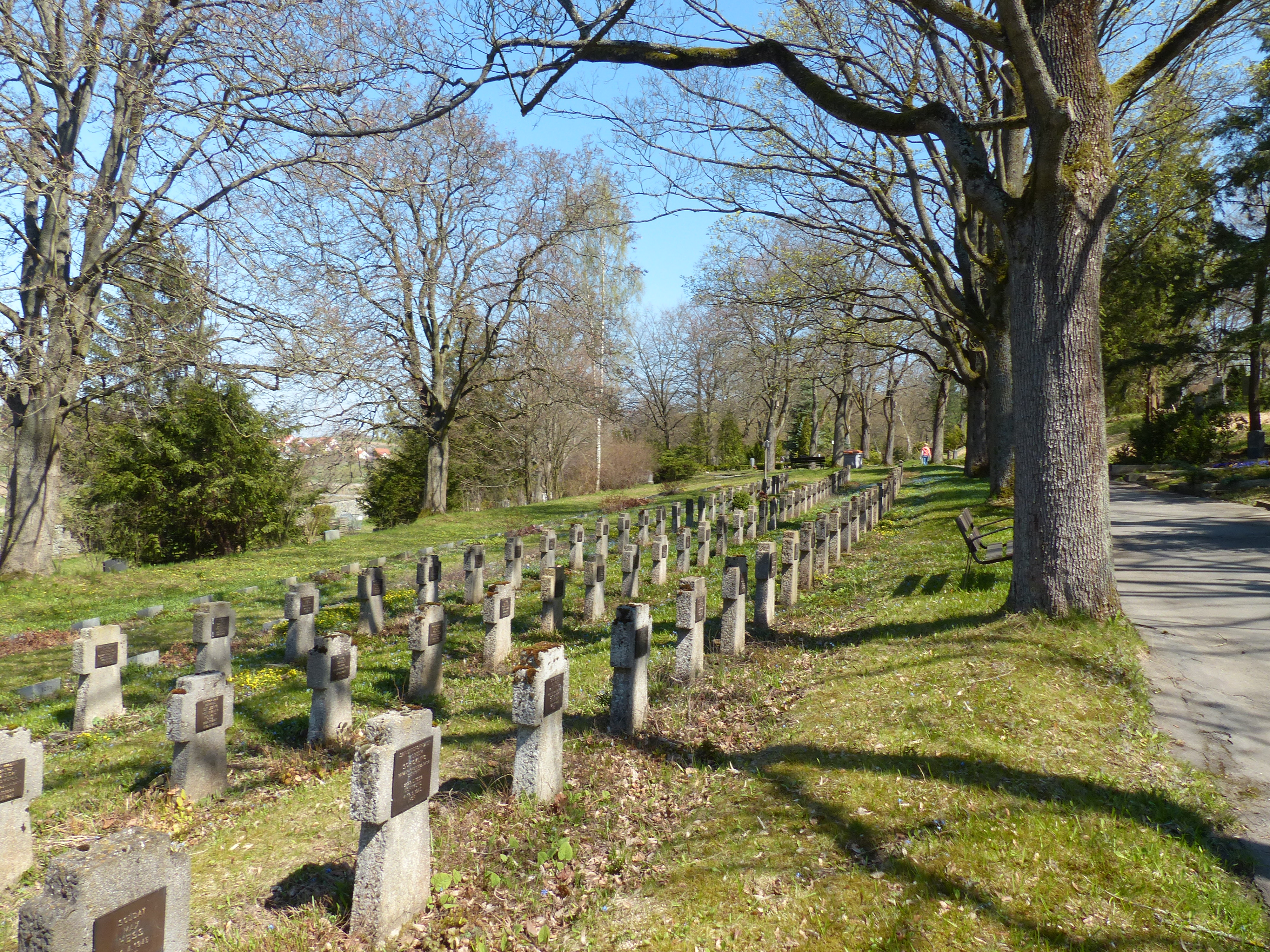
Grabfeld mit Steinkreuzen

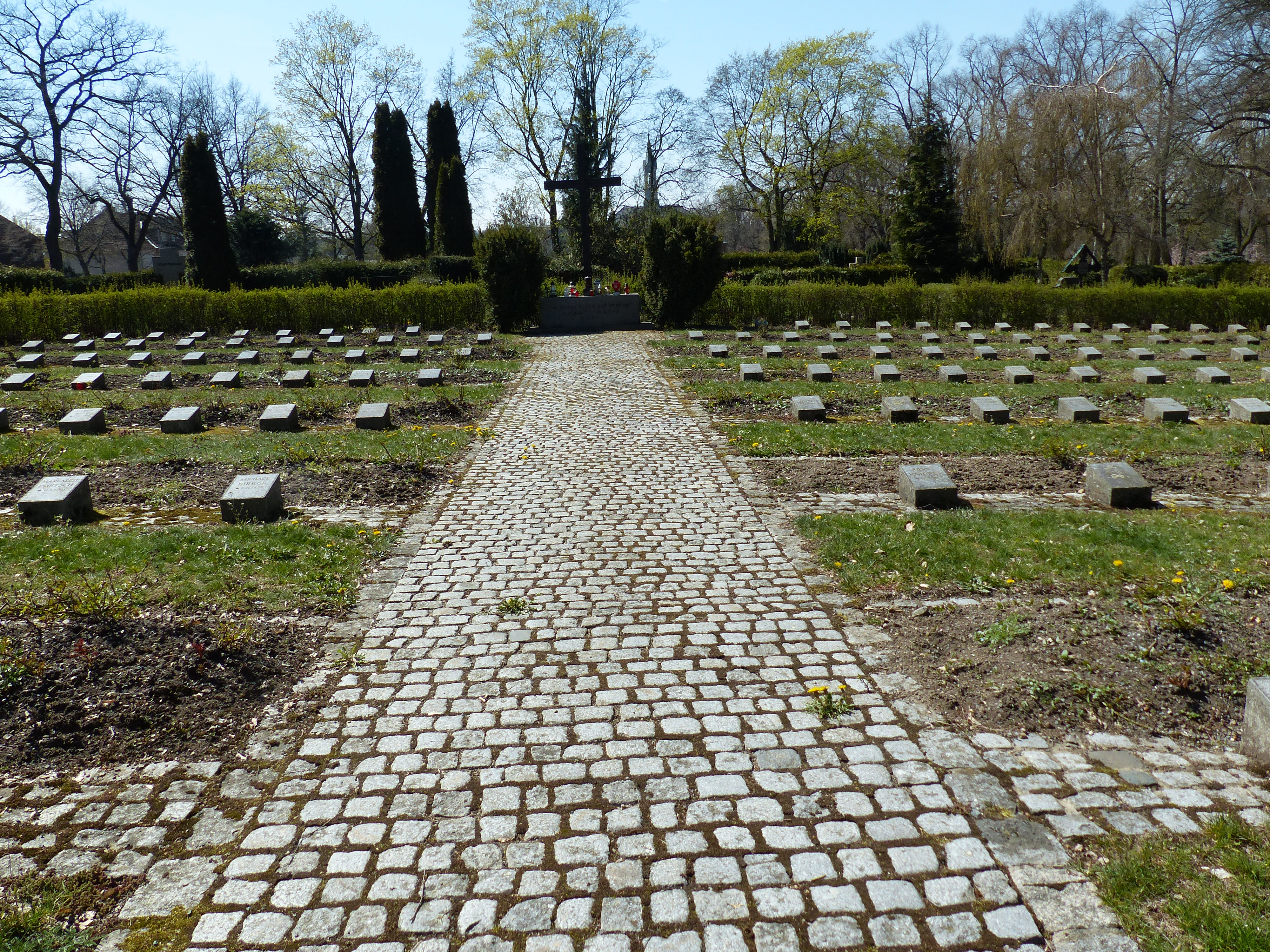
Grabanlage für die Toten der Luftangriffe vom April 1945

Der Kriegsgräberfriedhof Hof ist eine Kriegsgräberstätte in der Stadt Hof und Teil der denkmalgeschützten Friedhofsanlage in der Plauener Straße.

## Lage und Umfang
Der Friedhof liegt in der Gabelung der Ausfallstraßen nach Schleiz und Plauen gegenüber dem Theresienstein. Die Kriegsgräber befinden sich im nordwestlichen Teil des Friedhofs. Das Gelände fällt dort in Hanglage leicht zum Krebsbach hinab.
Die Kriegsgräber umfassen Soldatengräber aus dem Ersten und Zweiten Weltkrieg, die in mehreren Feldern angeordnet sind. Es handelt sich um Gefallene, die in der Umgebung von Hof geboren sind, aber auch beispielsweise um russische Zwangsarbeiter. Die Kriegsgräberfürsorge nennt 979 deutsche Kriegstote, die überwiegend in Lazaretten gestorben sind. Die Gräber aus dem Ersten Weltkrieg haben zum Teil Metallkreuze mit ausführlicher beschrifteten Emailschildern, der überwiegende Teil sind Steinkreuze oder einfache Gedenksteine aus Granit.
An anderer Stelle auf dem Friedhof weiter östlich ist ein Gräberfeld von Personen, die zum Kriegsende bei den Bombenangriffen laut Inschrift am 14. Februar und am 8. und 12. April 1945 überwiegend in der Königstraße ums Leben kamen. Eigentliches Ziel der Bombardierungen war der Hauptbahnhof.
Auf dem Friedhof von Moschendorf befinden sich weitere neun Kriegsgräber mit verstorbenen Flüchtlingen aus dem Lager Moschendorf.

## Einzelgräber
Eine Grabsäule mit dem nach der Kontrollratsdirektive Nr. 30 veränderten Flugzeugführerabzeichen erinnert an den Piloten Leutnant Rödel. In der Literatur wird das Symbol fälschlicherweise mit der Legion Condor in Verbindung gebracht, Leutnant Rödel war aber als Mitglied der Kampfgruppe 88 mit über 100 Einsätzen aktiv. Der Träger des goldenen Spanienkreuzes mit Schwertern fiel laut Inschrift am 16. Oktober 1938 in La Fatarella in Spanien. Die Säule wurde von der Firma Reul in Niederlamitz gefertigt.
Auf dem Friedhof sind in einem Gemeinschaftsgrab die Widerstandskämpfer Hans Merker, Ewald Klein und Philipp Heller beerdigt.